# 天津对外贸易学院
天津对外贸易学院，简称天津外贸学院，创办于1983年1月，1983年9月13日首届开学典礼，是国家对外经济贸易部投资兴建并负贵管理的一所培养外贸专业人才的普通高等院校和对外贸易经济合作部直属的四所高校之一，校址位于天津市南开区迎水道100号。1994年11月15日，经李岚清提议、国家教委批准，天津对外贸易学院撤销建制、并入南开大学，师资参与组建南开大学国际商学院，校址成为南开大学迎水道校区。
2015年7月25日，天津对外贸易学院原址（南开大学迎水道校区）拆除前夕，近千名原天津外贸学院校友在外贸学院举行大规模返校大会，并举行南开大学外贸校友会成立大会。会徽的核心要素为南开校徽八角图样和天津对外贸易学院缩写TIFT。2015年9月，随着南开大学津南校区的启用，迎水道校区正式被弃用，地块出让给紫光集团开发房地产项目。

## 历史沿革
在改革开放后，中国决定大力发展对外贸易，迫切需要培养大量的外贸专门人才，因此必须有计划地发展新的外贸院校。考虑到各地外贸发展的情况、办学条件以及院校布点等多方面因素，国家对外贸易部决定恢复上海对外贸易学院，并在天津和广州两大沿海开放的港口城市筹建对外贸易学院。
天津对外贸易学院自1979年9月开始筹建，1983年1月经国务院正式批准成立，国家对外经济贸易部投资兴建并负贵管理的一所培养外贸专业人才的普通高等院校。天津对外贸易学院建成后是对外经济贸易部直属高校。学院创立之初借用的是王串场革新道天津市外贸中专的校舍，1987年7月迁至迎水道的新校舍。
1988年天津对外贸易学院同美国肯特州大学管理学院建立姊妹院校。1994年4月，曾任天津市副市长和外经贸部部长的时任副总理李岚清提议天津对外贸易学院并入南开大学。1994年10月14日，国家教委和外经贸部签署《关于天津对外贸易学院并入南开大学议定书》，正式决定天津对外贸易学院并入南开大学。
1994年11月15日，正式并入南开大学。
1994年12月26日南开大学第十三次党委常委会议研究决定：自天津对外贸易学院并入南开大学交接签字之日起，取消天津对外贸易学院的建制。按照南开大学改革和发展的总体规划、专业和学科建设计划组建南开大学国际商学院，国际商学院设三系一所，即国际经济贸易系、国际企业管理系、对外贸易外语系和国际经济研究所。
1996年，南开大学国际商学院迁入南开大学本部（八里台校区），后更名南开大学商学院。
原校址现为南开大学迎水道校区，南开大学拟将迎水道校区交由天津市出让，所得资金用于海河教育园的新校区建设。

## 科系设置

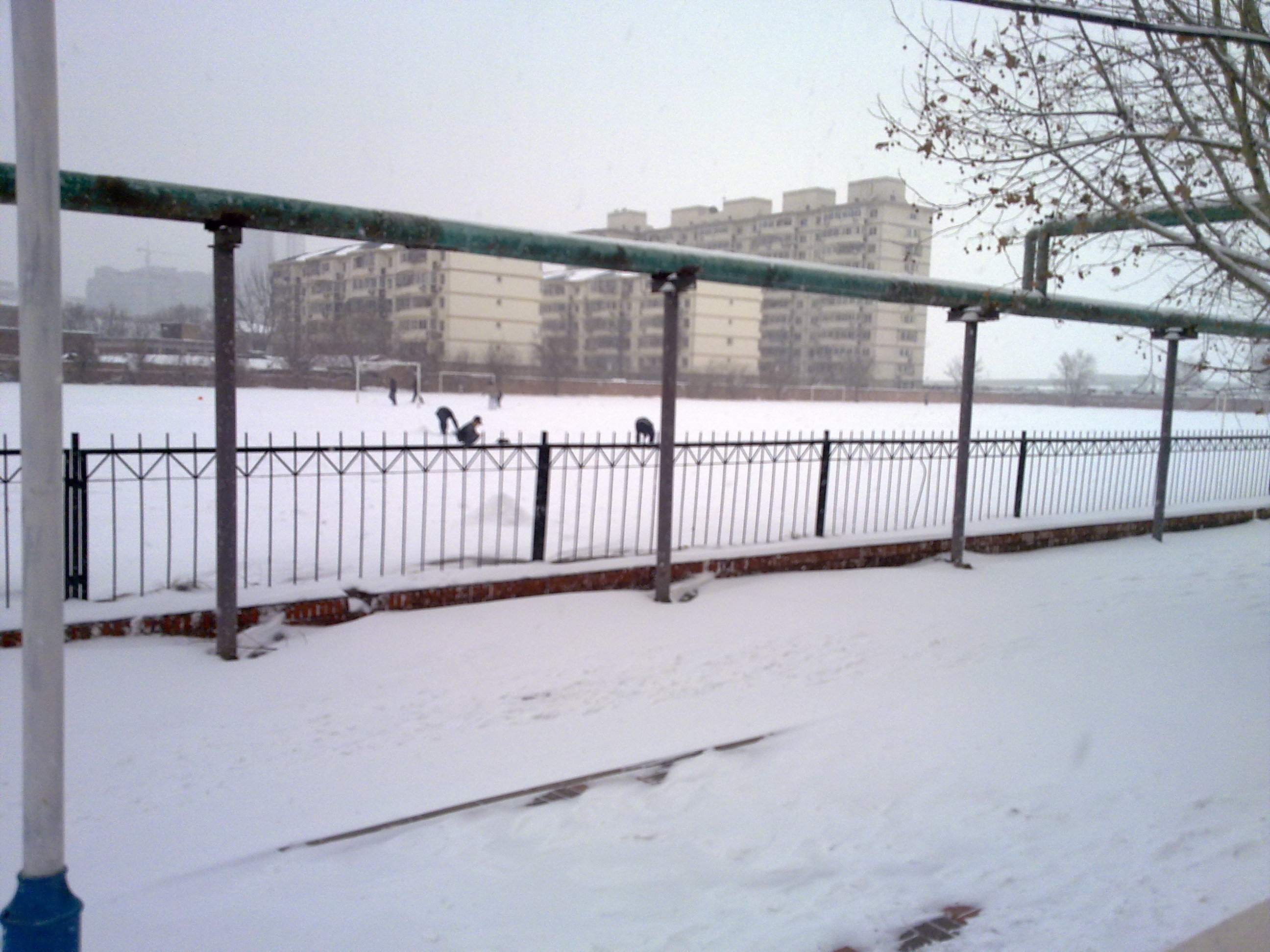
南开大学迎水道校区操场雪景

截止合并前，天津对外贸易学院共设外贸外语、外贸经济、国际企业管理3个系。分设外贸英语、外贸日语、国际企业管理、外贸统计、国际贸易、工业外贸等9个本专科专业，在校学生最多时不超过1500人。当时，天津对外贸易学院学院共拥有教职工388人，其中教师124人，正教授4名，副教授29名。

## 校舍

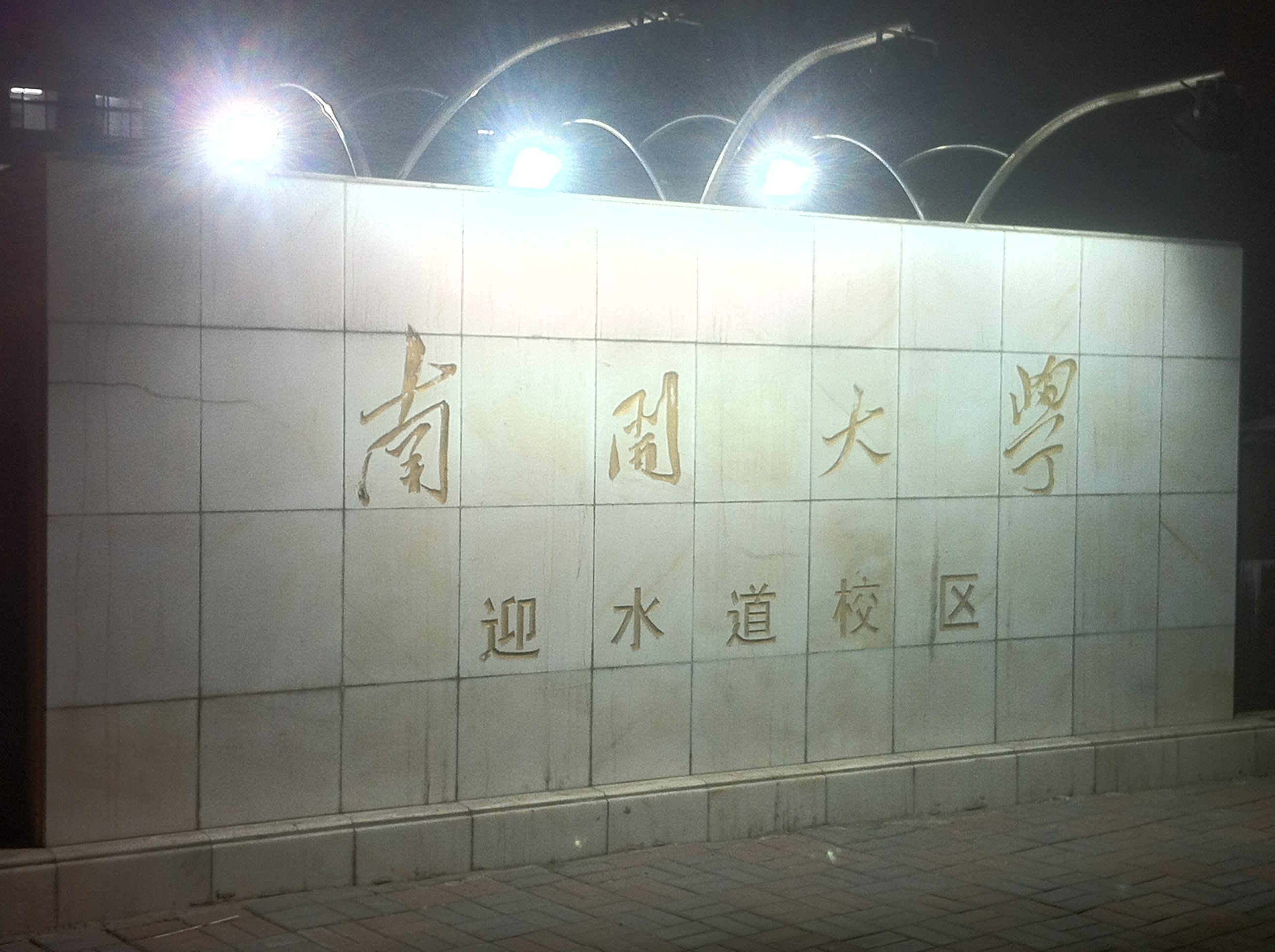
迎水道校区门口校名

校园迎门为坐北面南七层框架结构建筑主楼，是教学区。主楼东侧是行政楼；西侧是学生宿舍楼和服务楼。图书馆在1992年10月迁至新馆馆舍。1994年11月以前为天津外贸学院图书馆，1994年11月并入南开大学图书馆，更名为南开大学图书馆迎水道校区分馆。